# 茨温格宫

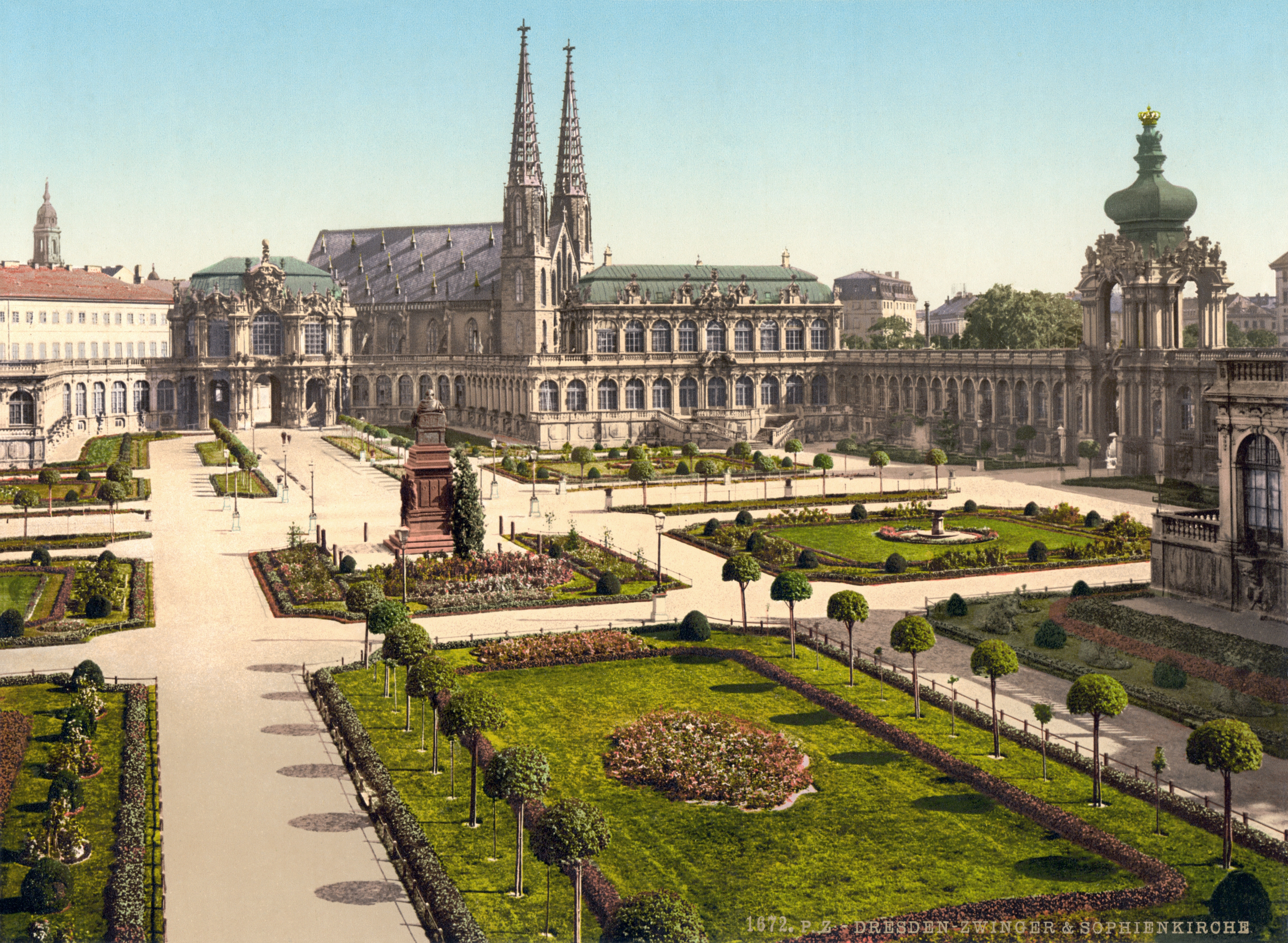
Zwinger park and memorial photochrome print around 1895

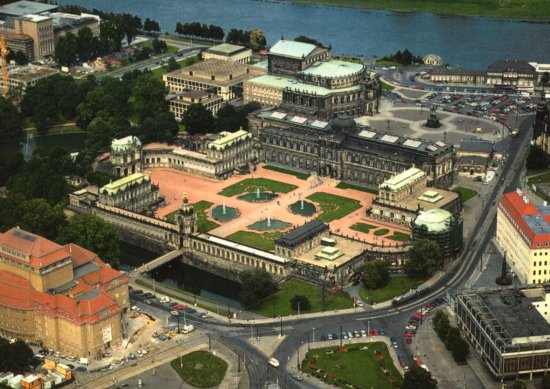
俯瞰茨温格宫

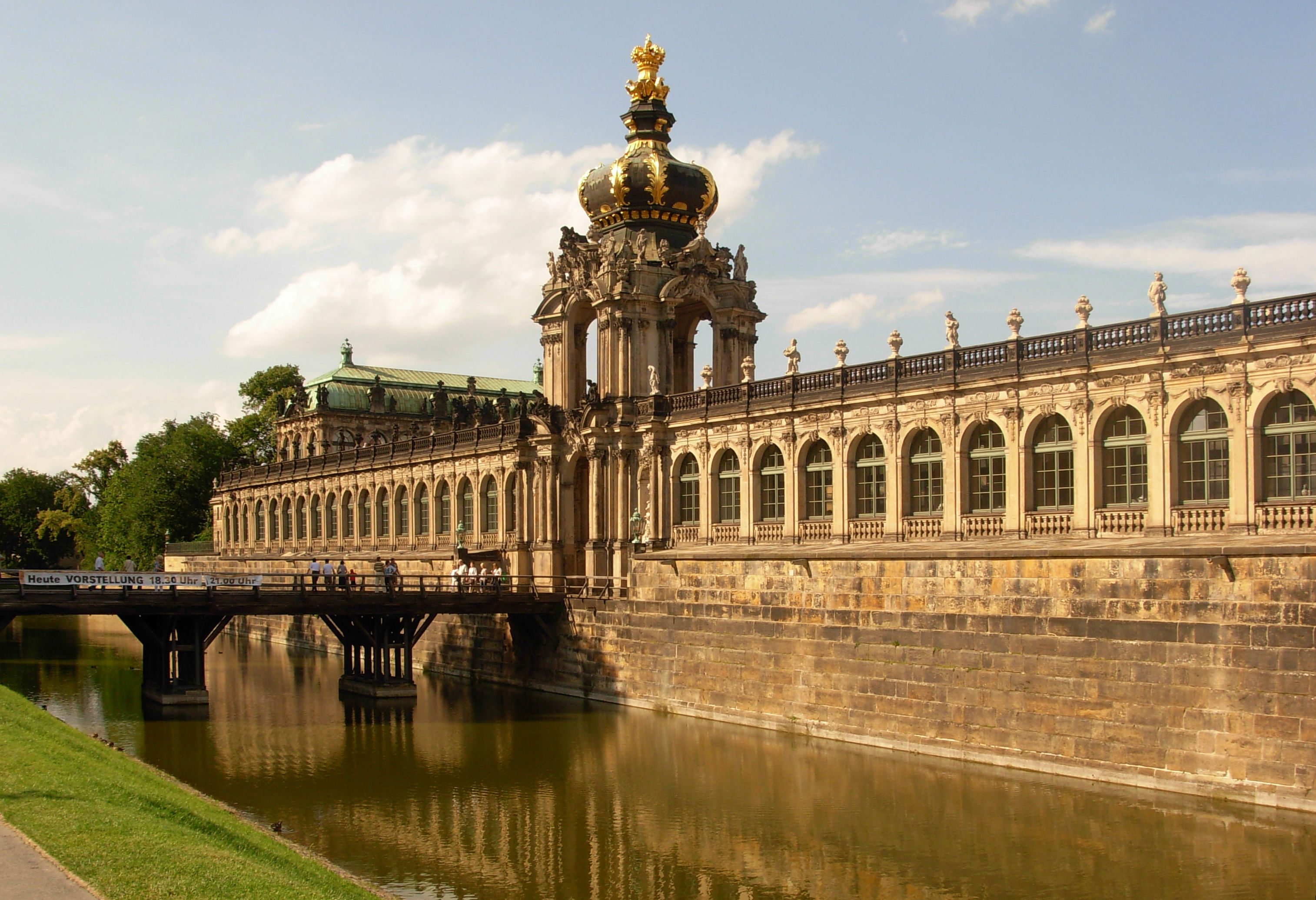
The crown gate with the long galleries adjoining on both sides

茨温格宫（德語：Der Dresdner Zwinger）是德國薩克森自由邦首府德累斯顿的一座宮殿建築群，附有花園，鄰近德累斯頓王宮。由建築師馬特烏斯·丹尼爾·珀佩爾曼於西元1709年設計，它是德國巴洛克時期最重要的建築之一。與德勒斯登聖母教堂一樣，茲溫格宮是德勒斯登最著名的建築古蹟及景點。

## 历史
茨温格宫所在的位置曾经是有外墙保护的德累斯顿堡垒的一部分，茨温格这个名称在德文中意为同心城堡的外区；放置在外墙和主墙之间的大炮。

### 规划与建造
1687年到1689年，萨克森选帝侯强力王奥古斯特二世的修业旅行在返程途中，经过法国和意大利，这时路易十四将他的宫廷迁往凡尔赛宫。奥古斯特回到德累斯顿以后，参加了波兰国王选举（1697年），他想要为自己建造同样壮观的宫殿，现已不再需要的防御工事提供了现成的空间，来完成他的计划。最初的计划由其宫廷建筑师马特乌斯·丹尼尔·珀佩尔曼在1710年到1728年之间分阶段建造，涵盖了目前宫殿建筑群和花园的空间，也包括下到易北河边的园林，森佩尔歌剧院和建于19世纪的广场。雕塑由巴尔塔萨·佩慕泽尔完成。

### 建成后
茨温格宫在1719年选帝侯腓特烈·奥古斯特与哈布斯堡皇帝的公主玛利亚·约瑟法举行婚礼之际正式揭幕，当时，建筑的外壳已经竖立，加上临时展馆，构成这一活动突出的背景。内部直到1728年才完成，行使美术馆和图书馆的功能。 

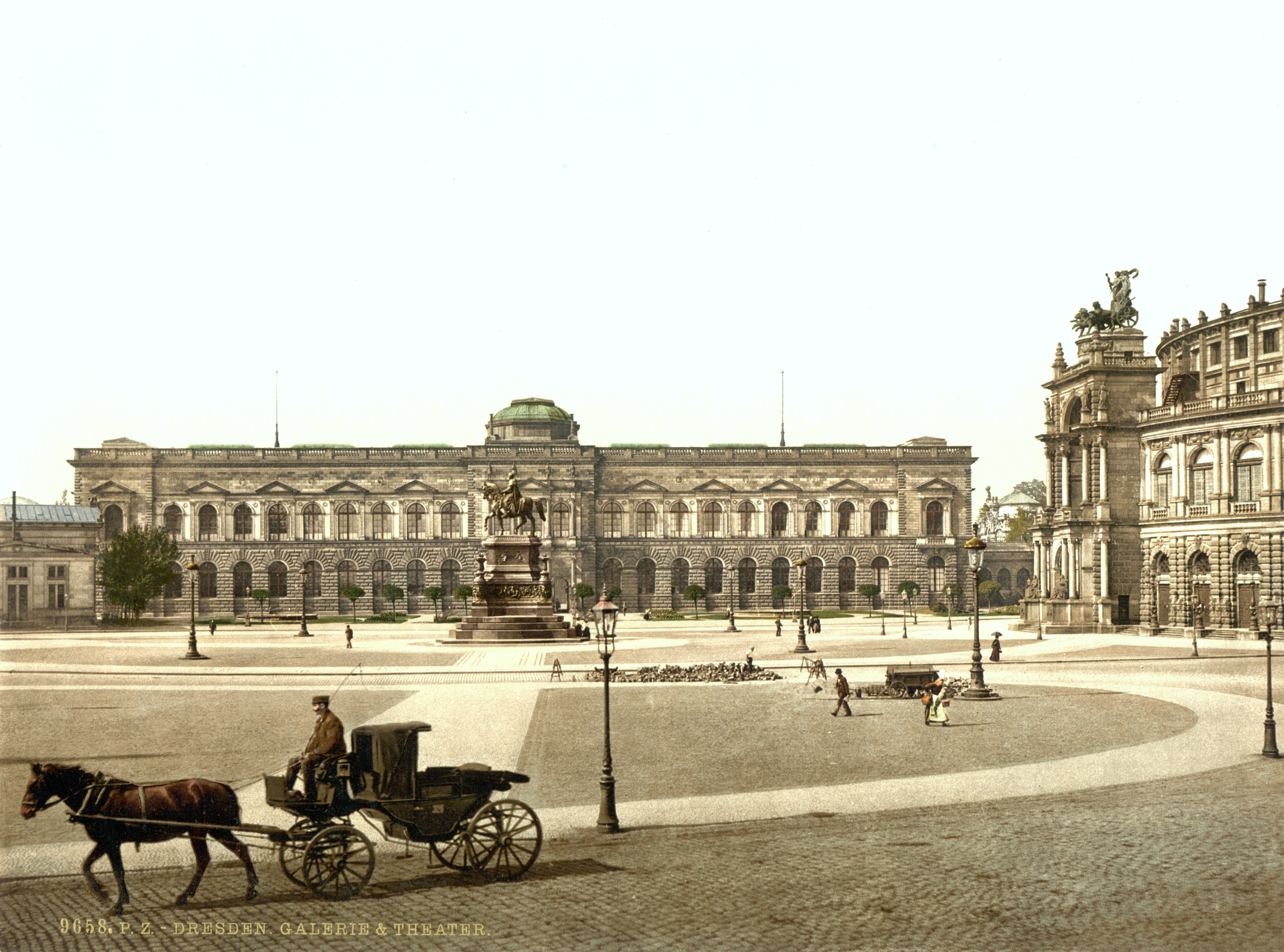
森佩尔的画廊面对歌剧院广场，右侧是森佩尔歌剧院，1900年

1733年奥古斯特去世，因为其他地方需要资金，建造工程停止。宫殿区朝向森佩尔歌剧院广场和河流。后来规划改变，规模缩小，在1847年至1855年该地区由于兴建美术馆（现在被歌剧院与茨温格宫分开）而被关闭；建筑师是歌剧院的设计者戈特弗里德·森佩尔。

### 摧毁与重建
茨温格宫在1945年2月13-15日地毯式的德累斯顿大轰炸中基本被摧毁，在此之前，收藏的艺术品已经被撤退。战后，德累斯顿市民举行公民投票，决定重建茨温格宫，以重建该市的荣耀，而不是将废墟夷为平地，改建德意志民主共和国当时盛行的社会主义现实主义建筑。

## 博物馆
尽管有些小，茨温格宫的历代大师画廊（Gemäldegalerie Alte Meister）仍是德累斯顿丰富的文化遗产吸引力的主角。现在它收藏美术和科学珍宝的藏品。这里收藏有彼得·保罗·鲁本斯、加纳莱托、拉斐尔等早期绘画大师的绘画。Rüstkammer 德累斯顿军械库对武器和盔甲有不错的收藏，大多是16和17世纪的。这里还收藏迈森瓷器、钟表和科学仪表。该建筑还保存着 Mathematisch-Physikalischer 沙龙。

## 外部連結
- Map of the Zwinger （页面存档备份，存于）
- Zwinger and its Museums （页面存档备份，存于） at Staatliche Kunstsammlungen Dresden
- Homepage of Staatliche Kunstsammlungen Dresden
- Schlösser und Gärten Dresden （页面存档备份，存于）

51°03′11″N 13°44′02″E / 51.05306°N 13.73389°E